# Малореченский 2-й
Малореченский 2-й — поселок в Эртильском районе Воронежской области России.
Входит в состав Буравцовского сельского поселения.

## География
Протекает р. Малореченка.
В посёлке имеются две улицы — Малореченская и Набережная.

## Население
| 2000 | 2010 |
| ---- | ---- |
| 100  | ↘98  |